# Serie B 1950-1951 (pallacanestro femminile)
La Serie B 1950-1951 è stata la quinta edizione del secondo livello del campionato italiano di pallacanestro femminile.

## Girone finale

### Classifica
|  | Pos. | Squadra          | Pt | G | V | N | P | PtF | PtS |
|  | ---- | ---------------- | -- | - | - | - | - | --- | --- |
|  | 1.   | Faenza           | 10 | - | - | - | - | -   | -   |
|  | 2.   | Napoli           | 7  | - | - | - | - | -   | -   |
|  | 3.   | Fiaccola Trieste | 6  | - | - | - | - | -   | -   |
|  | 4.   | Biella           | 1  | - | - | - | - | -   | -   |

Legenda:
      Promossa in Serie A 1951-1952.
Regolamento:
Due punti a vittoria, uno al pareggio, zero alla sconfitta.

## Verdetti
- Faenza campione di Serie B.
Piancastelli, Casadio R., Casadio V., Cavulli, Franchini, Ferruzzi, Dalmonte, Linari, Samorini, Sartoni[1].